# فيكستار123
فيكرام سينغ بارن (من مواليد 2 أغسطس 1995)، المعروف باسم فيكستار123 أو ببساطة فيكستار، هو مؤثر إنجليزي ومنتج أغاني. وهو عضو في مجموعة اليوتيوبرز سايدمن.

## النشأة والتعليم
فيكرام من أصول هندية، وُلد في 2 أغسطس 1995 في غلدفورد، سري، إنجلترا، حيث عاش حتى سن الثامنة. انتقل لاحقًا إلى شفيلد ودرس في مدرسة سيلفرديل. حصل على عرض لدراسة العلوم الطبيعية في كلية لندن الجامعية، لكنه رفضه لمتابعة مسيرته على يوتيوب بدوام كامل، وهو الأصغر من بين ثلاثة أطفال.

## مسيرته على الانترنت
انضم فيكرام إلى يوتيوب في عام 2010؛ فبعد أن كان يلعب الألعاب مع أصدقائه، بدأ بمشاهدة اليوتيوبرز وصنع مقاطع فيديو خاصة به. في النهاية، قرر إطلاق قناته الخاصة، قائلاً:
انخرطت في الأمر معتقدًا أنني قد أتمكن من تقديم شيء أفضل مما كانوا يفعلونه، وأن أشارك فيه وأستمتع. بدأت بتسجيل نفسي أثناء لعب كول أوف ديوتي: مودرن وورفير 2، وبدأت بصنع مقاطع فيديو تعليمية يمكن للناس مشاهدتها – كان بعضها حول السكاكين وكيفية رميها عبر الخريطة. أنشأت مقاطع فيديو تُظهر أماكن يمكنك فيها رمي السكين أو التوماهوك والحصول على قتل. اعتقدت أنه سيكون من الرائع عرض هذه اللقطات غير العادية.
مع تزايد شهرته، بدأ يأخذ الأمر على بجدية أكبر، وتوسع في محتوى ماينكرافت.
في عام 2013، انضم إلى مجموعة سايدمن، مما أدى إلى تزايد شعبيته بشكل أكبر. انتقل للعيش مع ثلاثة أعضاء آخرين، حيث شارك السكن معهم من عام 2014 حتى 2018، عندما أعلن مغادرته منزل سايدمن. كما كان أيضًا جزءًا من خادم ماينكرافت (Dream SMP).
في يناير 2021، أعلن عبر قناته أنه سيتوقف عن لعب كول أوف ديوتي: وورزون بسبب انتشار الغش، مشيرًا إلى إن المخترقين سيكونون "نهاية اللعبة" إن لم يتم إصلاح المشكلة. ومع تصاعد الانتقادات من العديد من الستريمرز البارزين، أجبرت هذه الضغوط شركة أكتيفجن على تحديث نظام مكافحة الغش في اللعبة.

## مسيرته الموسيقية
في 5 ديسمبر 2022، أطلق بارن و كي إس آي و توبياس براون أغنية فردية خيرية تحمل طابع عيد الميلاد بعنوان "حفريات عيد الميلاد" تحت اسم سايدمن وشارك فيها مغني الراب البريطاني جيمي، والتي حققت المركز الثالث في تصنيف المملكة المتحدة للأغاني المنفردة.

## مشاريع أخرى

### أعمال سايدمن
أسس فيكرام ومجموعة سايدمن العديد من الأعمال التجارية على مدار مسيرتهم عبر الإنترنت. في عام 2014، أطلقوا علامة تجارية للملابس تحت اسم ملابس سايدمن (Sidemen clothing). في نوفمبر 2021، أسسوا سلسلة مطاعم معروفة باسم سايدز بالتعاون مع ريف. في أكتوبر 2022، أطلقوا علامتهم التجارية الخاصة بالفودكا المعروفة باسم إكس آي إكس فودكا. وفي مارس 2024، أطلقوا علامة تجارية لحبوب الإفطار تعرف باسم أفضل الحبوب بالتعاون مع Mornflake.

### استثمار
في يناير 2021، تم الكشف عن أن فيكرام قد استثمر في لندن رويال رافينز، وهو فريق للرياضات الإلكترونية كول أوف ديوتي، متحدثًا عن رغبته في "بناء مخطط" لنشر هذه الرياضة على نطاق أوسع.

## الحياة الشخصية
تزوج فيكرام من صديقته التي كانت معه لفترة طويلة في عام 2023. في فيديو لسايدمن تم إصداره في مارس 2024، كشف بارن أنه مصاب بمرض كرون.